# Louis de France (1751-1761)
 (août 2021).
Si vous disposez d'ouvrages ou d'articles de référence ou si vous connaissez des sites web de qualité traitant du thème abordé ici, merci de compléter l'article en donnant les références utiles à sa vérifiabilité et en les liant à la section « Notes et références ».
Pour les articles homonymes, voir Louis-Joseph de France.
Louis-Joseph-Xavier François, né le 13 septembre 1751 au château de Versailles et mort le 22 mars 1761 dans le même château, est un prince de sang royal français de la dynastie des Bourbons.
Troisième enfant et fils aîné du dauphin Louis, mais second enfant qu'il eut avec Marie-Josèphe de Saxe, Louis-Joseph de France est donc le frère aîné des rois Louis XVI, Louis XVIII et Charles X. Il est titré duc de Bourgogne par son grand-père, Louis XV. 
Il porte pour armes un écartelé de France et de Bourgogne ancien.
À sa naissance à 4 heures du matin, les cloches des églises de Paris se mettent à sonner et le roi Louis XV décrète trois jours de chômage et d'illuminations, le nouveau-né étant héritier de la couronne de France après son père.
La gravure de Martin Marvie et Jean Ouvrier d'après Charles-Nicolas Cochin Vue perspective de la décoration élevée sur la terrasse du château de Versailles pour l'illumination et le feu d'artifice qui a été tiré à l'occasion de la naissance de Monseigneur le duc de Bourgogne le 30 décembre 1751 fait mémoire de ces célébrations.
Enfant intelligent, il est adulé par ses parents.
Victime d'une mauvaise chute, il en tait la cause sans doute pour éviter au coupable d'être châtié (chahut avec un camarade qui aurait été considéré comme responsable de l'accident). Les chirurgiens l'opèrent pour extirper la tumeur qui s’est installée sur le fémur. Le manque d'asepsie de l'époque entraine une tuberculose osseuse qui le cloue dans un fauteuil roulant. L'enfant de 9 ans souffre plusieurs mois avant de mourir.
La mort du petit duc de Bourgogne inaugure une longue série de deuils et de déboires pour la famille royale de France — en 1763, le roi de Pologne son grand-père, également électeur de Saxe, décède, tandis que le traité de Paris consomme le recul de la France sur le plan international ; l'archiduchesse Marie-Isabelle de Bourbon-Parme meurt à la fin de cette même année après avoir donné naissance à une petite fille qui ne survit pas ; en 1765, c'est la mort de son oncle le duc de Parme, et de son père le dauphin ; en 1766, celle du roi déchu de Pologne, duc en viager de la Lorraine ; en 1767, c'est le tour de la dauphine, et en 1768 la reine est décédée.
Le duc de Berry, âgé de seulement 6 ans, avait été donné comme compagnon au petit prince mourant, qui le réclamait. 
Le décès de son frère aîné, constamment donné en exemple, va éprouver le futur Louis XVI qui donnera à son fils aîné, qui décèdera deux ans plus jeune de la même maladie, les mêmes prénoms de Louis-Joseph-Xavier François.
Sa tante Louise-Élisabeth de France, duchesse de Parme, fille aîné du roi Louis XV, envisageait déjà de lui donner en mariage, sa propre fille Marie-Louise de Bourbon-Parme. Mais la mort de la duchesse de Parme en 1759 puis celle du petit duc stoppa toute négociation.

## Biographie

### Naissance, petite enfance

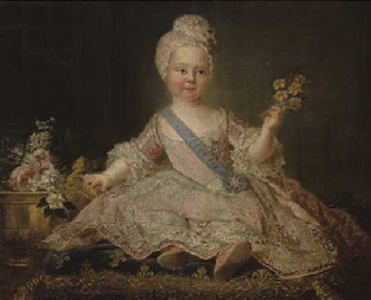
Portrait présumé de Louis-Joseph-Xavier François, duc de Bourgogne par Jean-Marc Nattier, vers 1752.

Louis-Joseph Xavier François, naît le 13 septembre 1751. Il est le fils aîné du dauphin Louis de France et de la dauphine Marie-Josèphe de Saxe.  À sa naissance, il a déjà une sœur Marie-Zéphyrine de France, après lui naîtront six autres enfants, dont les futurs : Louis XVI, Louis XVIII, et Charles X. Très jeune, on remarque qu'il est bien plus intelligent que les autres enfants de son âge, il est le fils préféré de ses parents, sa mère le surnommait d'ailleurs « Chou d'amour ». Il a pour gouvernante la sévère madame de Marsan, qui s'occupera de tous les enfants du dauphin. Il est titré duc de Bourgogne par son grand-père le roi Louis XV.
En 1755 meurt sa sœur aînée Marie-Zéphyrine de France. Le jeune prince en est très affecté.

### Passage aux hommes

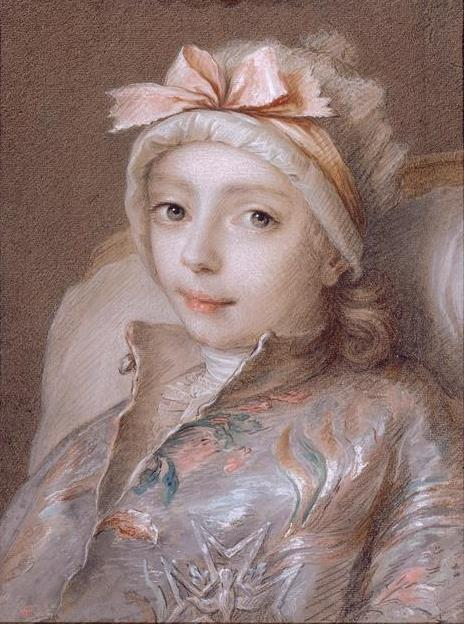
Louis-Joseph-Xavier François, duc de Bourgogne par Frédou, en 1761.

En 1758, un peu avant ses sept ans, après avoir été élevé par des femmes, comme le veut la tradition, l'enfant passe aux hommes. Il faut ainsi qu'il se sépare de sa gouvernante, ce qui est très dur pour lui ; son frère le duc de Berry, futur Louis XVI, sera très attristé de ce départ si soudain. Il a pour gouverneur Antoine de Quélen de Stuer de Caussade, duc de la Vauguyon. Il fait alors face à un enfant imbu de sa personne et sûr de lui, mais il peut aussi être doux et sincère. Mais en 1760, c'est le drame : le jeune duc de Bourgogne chute d'un cheval à cause d'un camarade, dont il tait la faute pour qu'il ne se fasse pas punir. Mais rapidement il se met à boiter, les médecins se mettent à l'opérer pour retirer la tumeur qui s'est installée. Le récit de l’opération par Pompignan fait éclater le courage du prince :

« Il (le petit duc de Bourgogne) voulut voir les instruments dont on se serviroit. Il les considéra, les mania avec un sang froid admirable, et s’abandonna tranquillement aux apprêts et aux rigueurs de l’opération. Le sieur Andouillet fit l’ouverture de la tumeur avec toute la légèreté et toute la promptitude possible. L’incision fut terrible et très douloureuse. Elle lui ouvrait la cuisse presqu’entière à trois doigts de profondeur. Il ne poussa qu’un ou deux cris, et soutint sans se plaindre le reste de l’opération… À peine fut-il pansé qu’il reprit l’air de gaieté qui lui était naturel, et se mit sur son séant dans son lit, comme s’il n’eût qu’une légère indisposition. »

Mais la médecine de l'époque n'arrive pas à le sauver, il est alors obligé de rester dans sa chambre et ses études sont interrompues. Il réclame alors son petit frère le duc de Berry et on le fait alors passer aux hommes plus tôt. Il aide alors son gouverneur à faire l'éducation de son jeune frère, le duc de Berry, qui devient aussi son souffre-douleur. Cependant, une réelle affection les lie. En novembre 1760, on lui diagnostique une tuberculose osseuse, qui rapidement se double d'une tuberculose pulmonaire. Le jeune prince meurt le 22 mars 1761. Sa mère est présente, qu'il n'a cessé d'appeler durant ses derniers instants « La Vauguyon ». Elle vient ensuite annoncer la mort de Bourgogne au reste de la famille royale :

« Le Roi vint chez Madame la Dauphine qui tomba sans connaissance dans ses bras. Monseigneur le Dauphin paroît ; on amène le Comte de Provence et le Comte d’Artois ; la Reine arrive ; Mesdames l’avoient précédée ; toute la famille royale étoit dans le même lieu. Quels objets majestueux et touchants ! Quel sanctuaire de douleur ! Les petits princes fondent en larmes ; leur mère évanouie ; son auguste époux renversé dans un fauteuil, la tête appuyée sur le sein du duc de La Vauguyon, sans couleur, sans parole, sans pouls, sans respiration et dans un état si violent, si extraordinaire, que quelques minutes de plus pouvoient le rendre dangereux ; le Roi et la Reine occupés à secourir leurs enfants ; la tendresse conjugale, l’amour paternel et filial, l’affection fraternelle, tous les sentiments de la nature déployés et agissant à la fois sur tant de personnes royales, qui mêloient à la fois leurs gémissements et leur consternation.
… Venez, ô Français, venez voir par vous mêmes ce que je ne puis retracer. Approchez du lieu respectable où pleurent vos Maîtres. C’est dans ces afflictions domestiques qu’ils doivent surtout attirer nos regards. C’est là que, rapprochés de nous par des malheurs communs à toutes les conditions, ils nous découvrent sans contrainte et sans le vouloir, leur caractère et leurs sentiments. Ce qu’ils paraissent dans leur famille, ils le sont pour leurs sujets. Un bon père est un bon Roi et tout souverain qui rend hommage aux droits sacrés de la nature, remplit mieux qu’un autre les devoirs de l’humanité. »

Le duc de Berry ne put être à ses côtés, pris lui aussi d'une forte fièvre. La mort de l'héritier du trône causera une grande peine à ce dernier, à ses parents et au reste de la famille royale et de la cour.
Son corps est enterré dans la basilique Saint-Denis et son cœur fut porté à la chapelle Sainte-Anne (nommée la « chapelle des cœurs » renfermant les cœurs embaumés de quarante-cinq rois et reines de France) de l'église du Val-de-Grâce.

## Portrait moral
Louis-Joseph est adulé par ses parents (sa mère le surnomme « chou d'amour ») ; ils voient en lui un enfant parfait, qui ferait un parfait monarque. Il montre un certain goût pour l'autorité et le pouvoir, il est très précoce (il a très tôt le sens des responsabilités, des facilités pour apprendre pour son âge). Le jeune garçon est un enfant intelligent. À l'âge de six/sept ans, le duc de Bourgogne passe « aux hommes » ; là, en plus de développer son intelligence, il acquiert une grande piété, et un esprit vif. Cela dit ses précepteurs ont affaire à un jeune prince sûr et imbu de lui-même : il est conscient de son rang, ce qui le rend parfois arrogant (son orgueil se transforme en fierté, les caprices en fermeté et la violence en force). En 1760, quand il chute d'un cheval en bois à cause d'un de ses compagnons de jeux, il ne dit rien pour que l'enfant ne soit pas puni ; il est vrai que Louis-Joseph est connu pour sa grande bonté. En 1761, à l'approche de sa mort, l'enfant l'attend courageusement « comme un homme ». Cela dit, le 22 mars 1761, il laisse échapper un cri : « Maman ! ». Enfin, bien qu'il fût vrai que son frère le duc de Berry passait pour son souffre-douleur, une réelle affection les lie, et c'est lui qui réclame son petit frère, et non ses parents qui le lui ont imposé.
Ainsi, quand le jeune garçon passe « aux hommes », Louis-Auguste, duc de Berry, est très attristé de ce départ si soudain. Il sera aussi très marqué par la mort de son frère qu'il admirait.

## Galerie de portraits

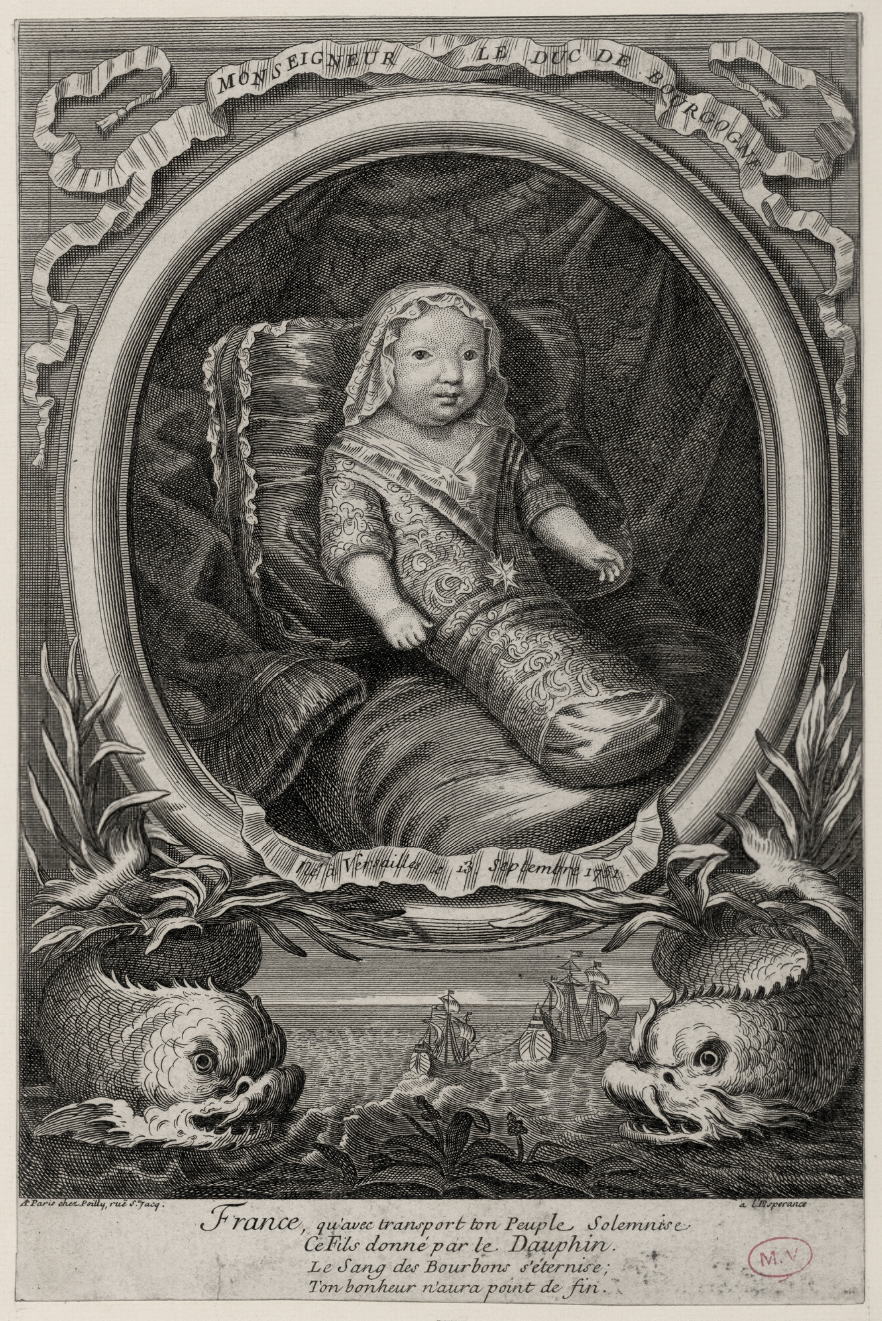
Monseigneur le duc de Bourgogne, par Nicolas-Jean-Baptiste de Poily, vers 1751-1752.
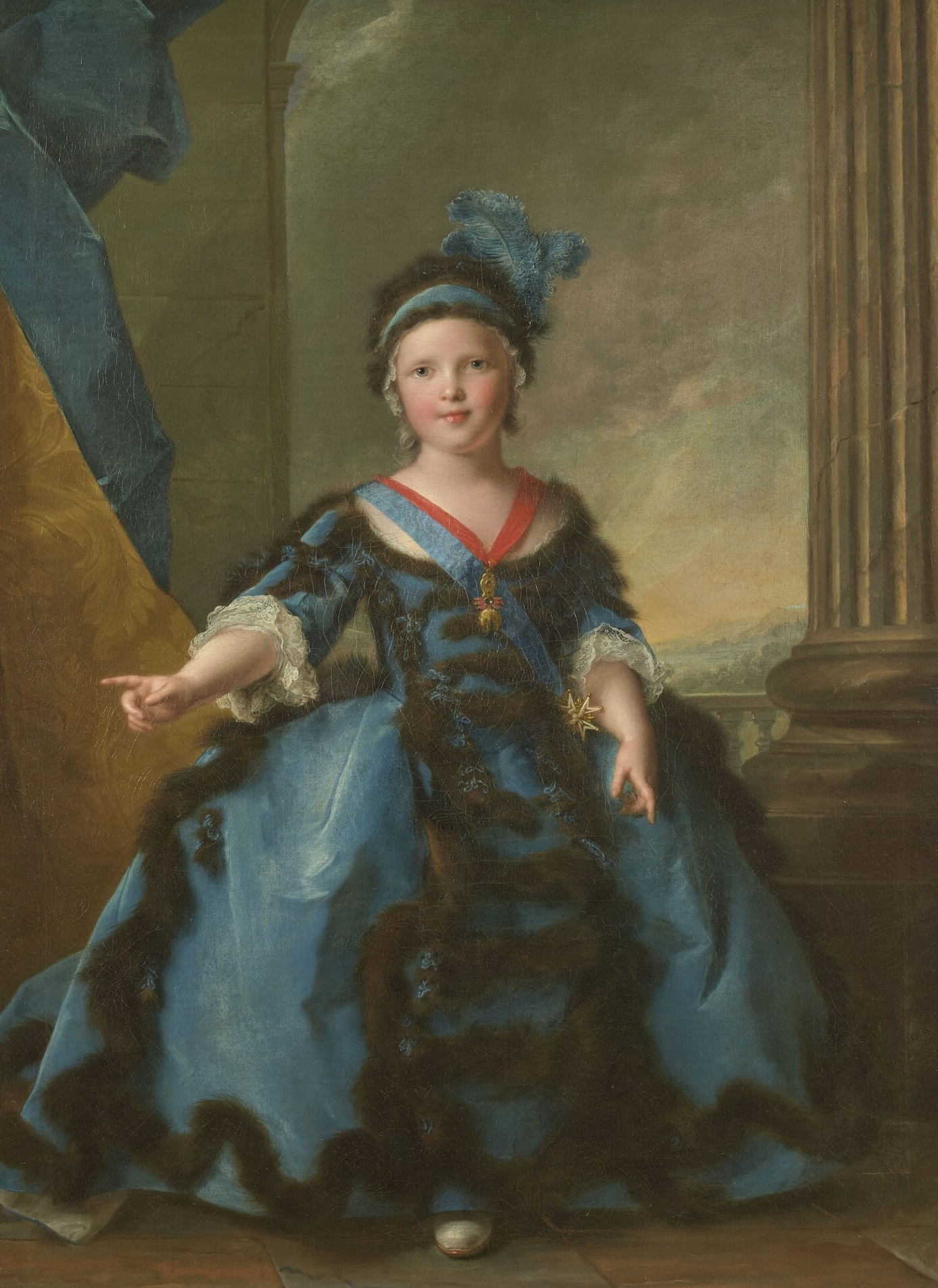
Le duc de Bourgogne, par Jean-Marc Nattier (1754) château de Versailles.
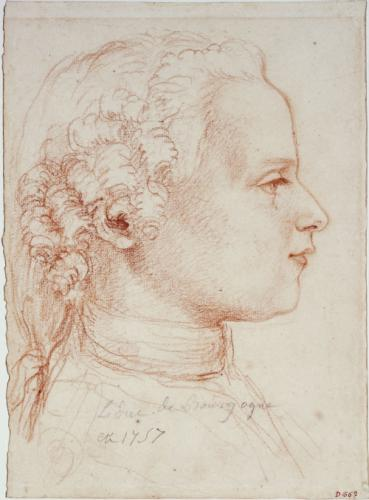
Louis-Joseph Xavier, par, Pierre-Simon-Benjamin Duvivier (1757) (l'enfant a alors 6 ans).
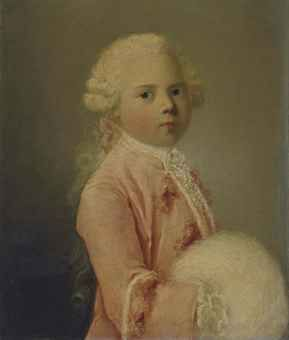
Portrait présumé du duc de Bourgogne, par un dénommé L. Dupont (vers 1758).
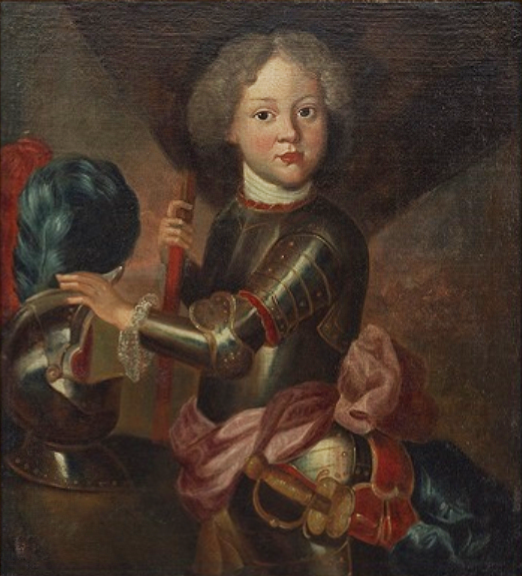
Portrait présumé du duc de Bourgogne, École Française du XVIIIe siècle.
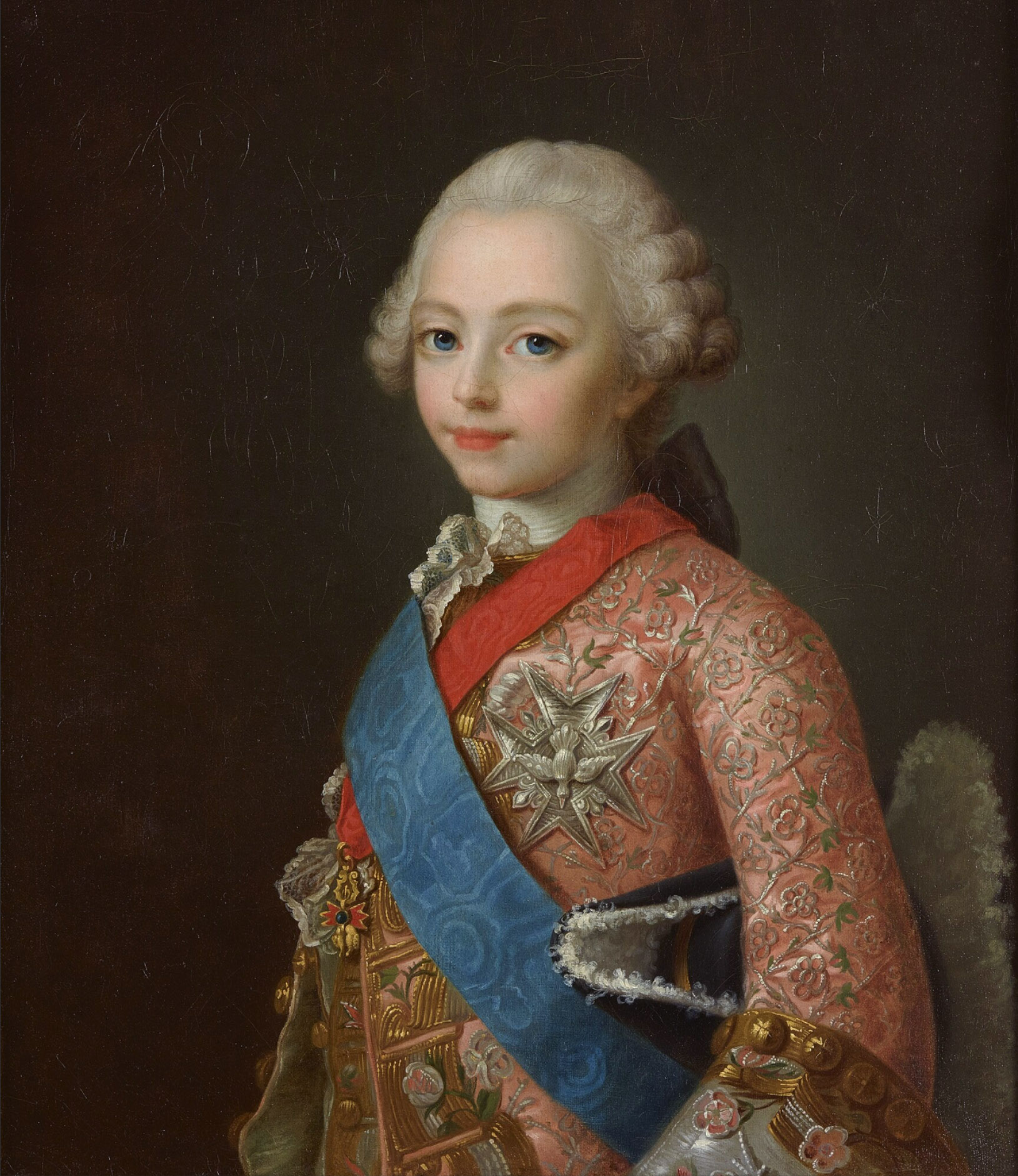
Louis-Joseph-Xavier François, par Frédou (1760), conservé au château de Versailles.
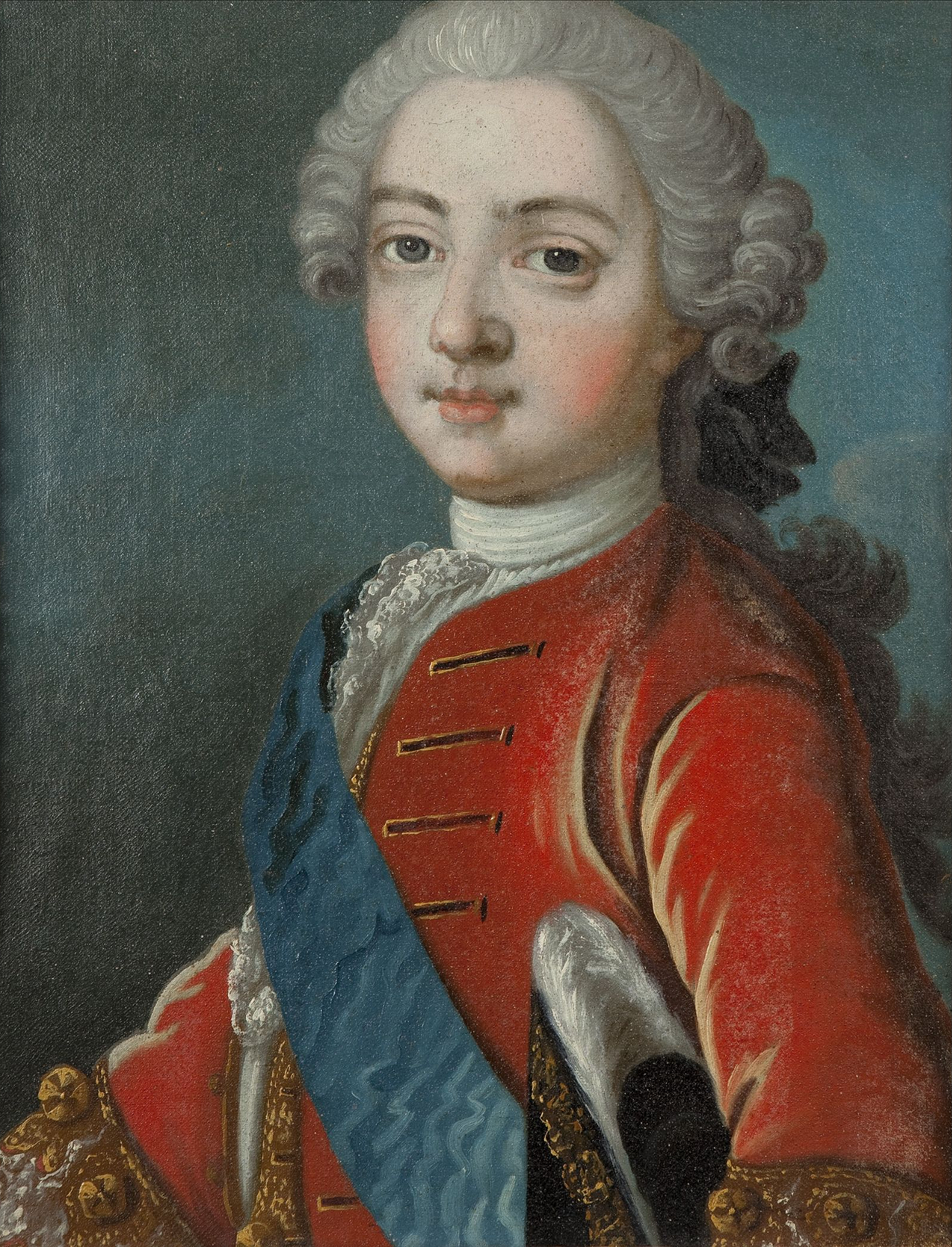
Un portrait présumé de Louis-Joseph-Xavier duc de Bourgogne, vers 1760.
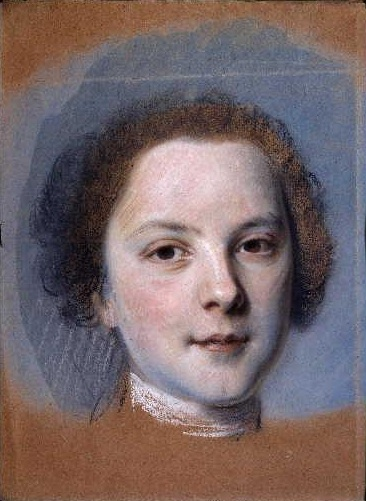
Louis-Joseph-Xavier par Quentin de La Tour vers 1761.
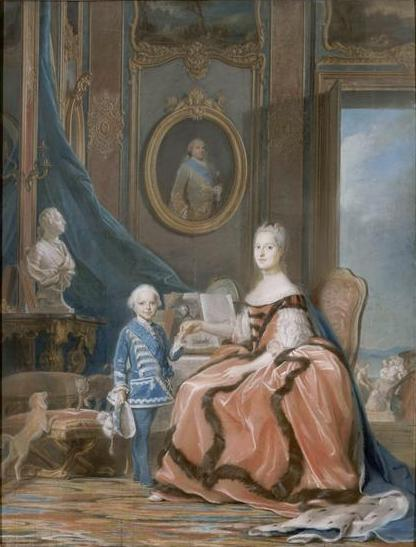
La dauphine Marie-Josèphe de Saxe avec son fils le duc de Bourgogne, vers 1761 par Quentin de La Tour.
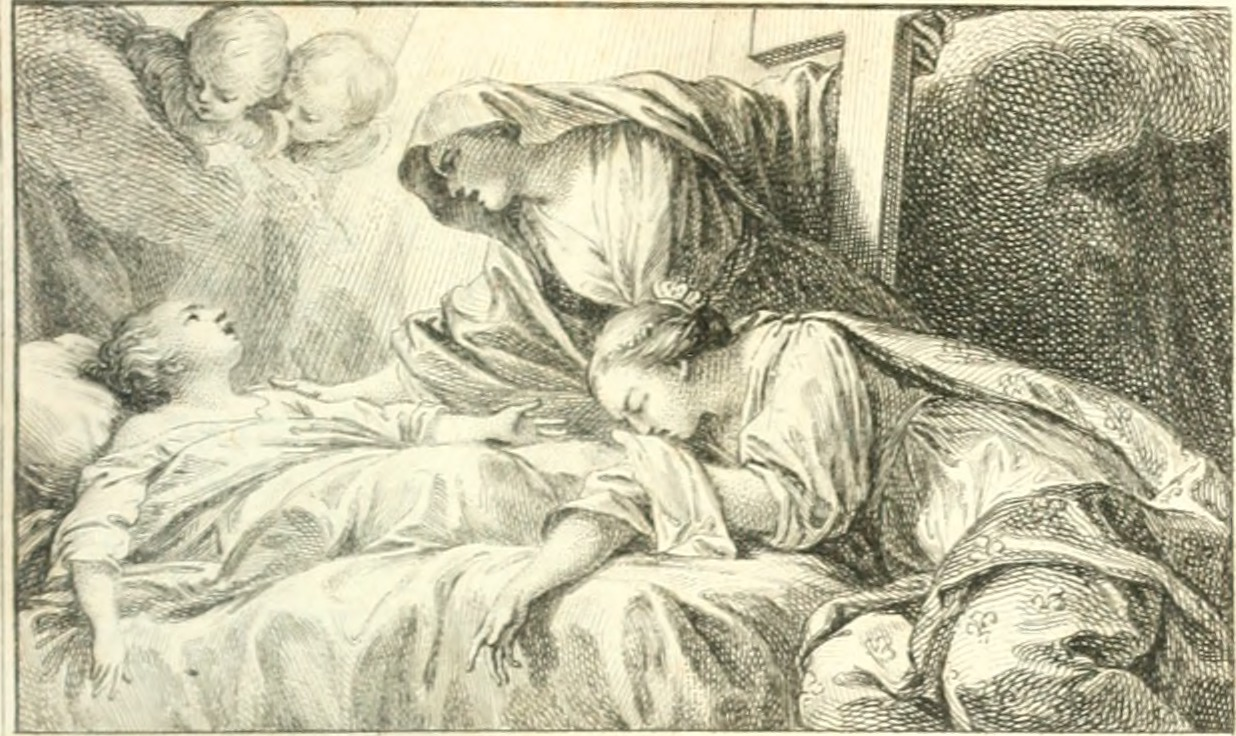
(Probablement) la mort du duc de Bourgogne. Éloge historique de Monseigneur le duc de Bourgogne (1761).
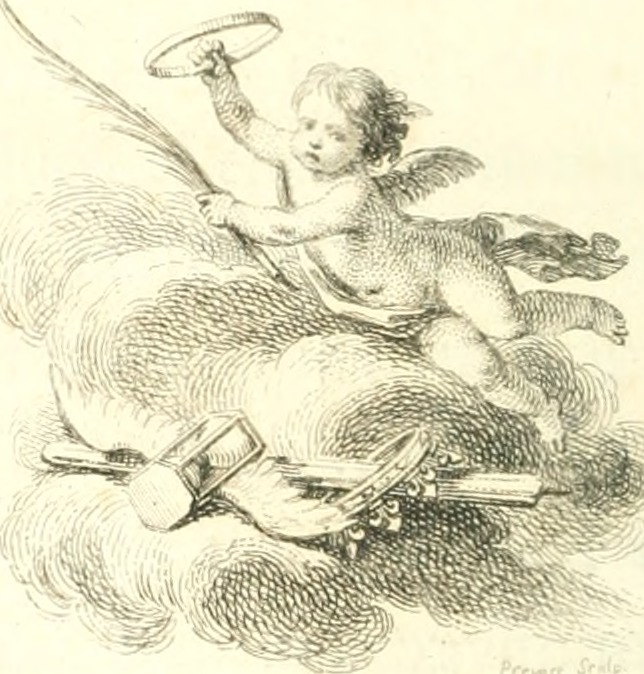
Un ange (peut-être le petit duc de Bourgogne), Éloge historique de Monseigneur le Duc de Bourgogne (1761).
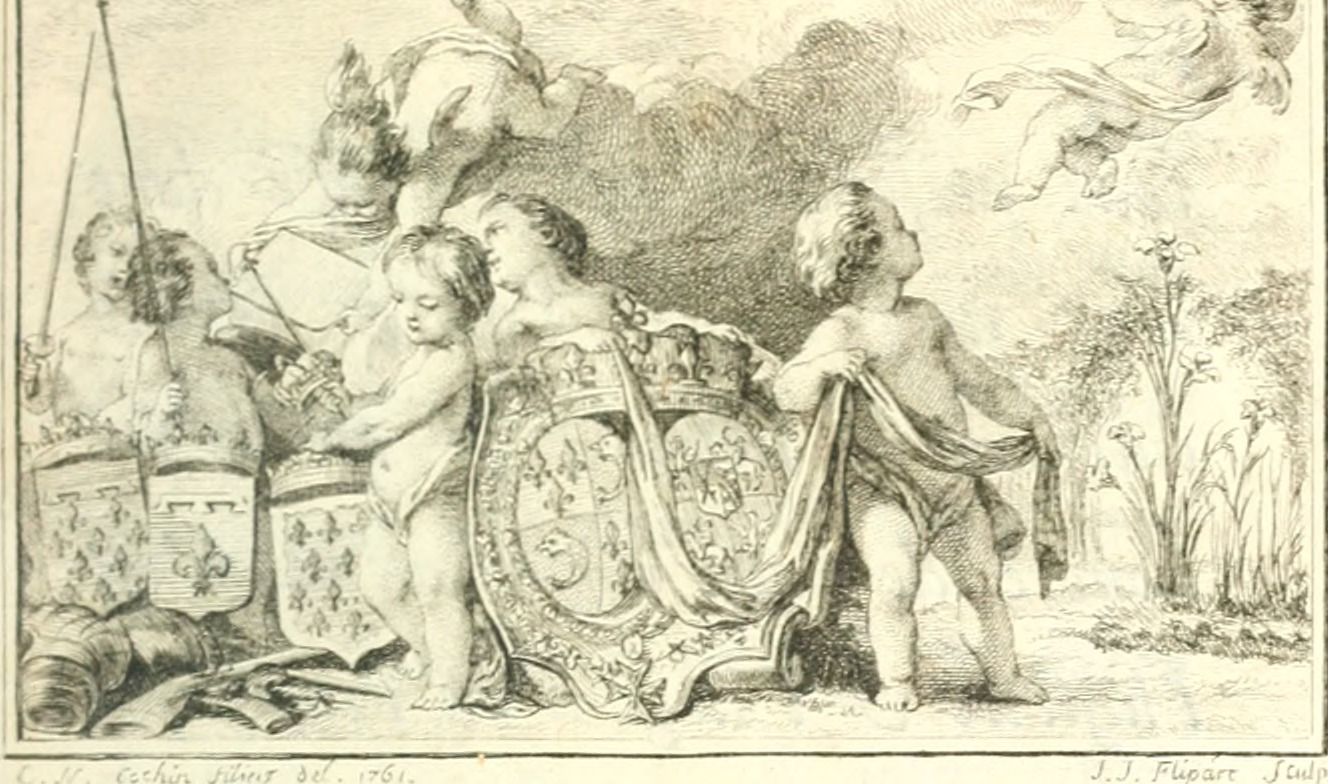
Éloge au duc de Bourgogne                                                            Éloge historique de Monseigneur le Duc de Bourgogne (1761) (il y a les armoiries de l'enfant et ce-dernier représenté en ange dans le ciel à droite).
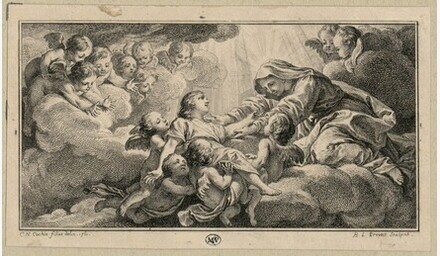
L'apothéose du duc de Bourgogne, par Benoît-Louis Prévost et Charles-Nicolas le Jeune, 1761.
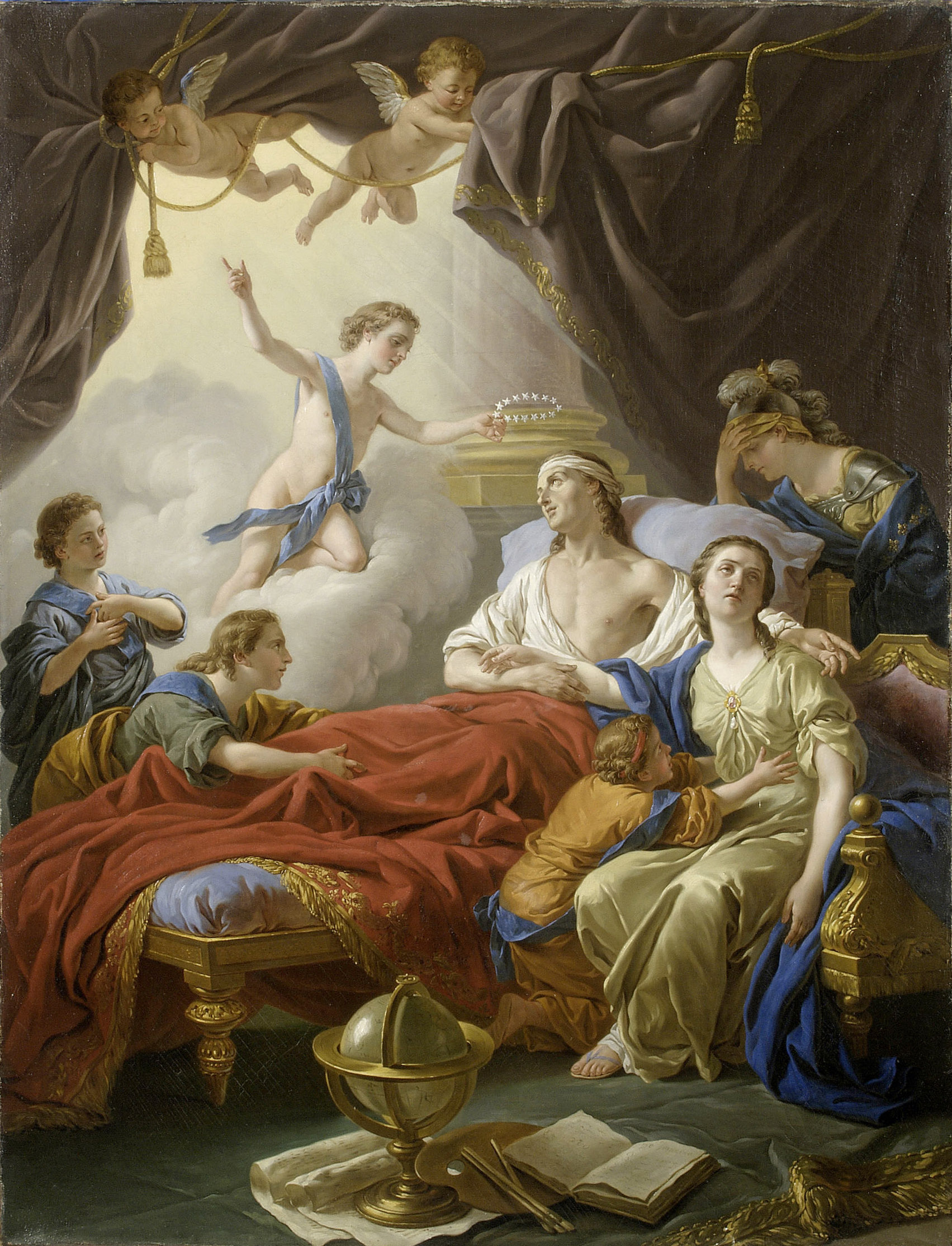
Allégorie sur la mort du Dauphin en 1765, le duc de Bourgogne est l'enfant nu en haut apportant à son père la couronne de l'immortalité, par Louis Jean François Lagrenée, vers 1765.

## Titulature
- 13 septembre 1751 - 22 mars 1761 : Son altesse royale, Louis-Joseph-Xavier François de France, fils de France, duc de Bourgogne.